# Шонфилд, Хью Джозеф
Хью Джозеф Шонфилд (Лондон, 17 мая 1901 — 26 января 1988, Лондон, Великобритания) — британский библеист, специализирующийся на Новом Завете и раннем развитии христианской религии и церкви. Родился в Лондоне и получил образование в школе Святого Павла и Королевском колледже, дополнительно учился в Университете Глазго. Шонфилд был одним из основателей и президентом пацифистской организации Содружество граждан мира (позднее - «Мондивитанская республика»).

## Религиозные и политические убеждения
Шонфилд, еврей по происхождению, стал либеральным еврейским христианином и иногда называл себя назарянином. В 1937 году Шонфилд был исключен из членства Международного еврейско-христианского альянса (International Hebrew Christian Alliance, IHCA), одним из основателей которого он был с 1925 года, из-за расхождения в трактовке божественности Иисуса. Позже он какое-то время общался с мессианским иудаизмом, но был горько разочарован этим опытом. Он называл себя «еврейским историком христианских начал». В некрологах его описывали как «непрактикующего еврея».
Шонфилд был президентом Общества Герберта Уэллса. В 1956 году он основал «Мондивитанскую республику» как Содружество граждан мира.
Он был одним из подписантов предложения о созыве съезда по разработке Всемирной конституции. В результате впервые в истории человечества было созвано Всемирное учредительное собрание, чтобы разработать и принять Конституцию Федерации Земли.

## Труды
Шонфилд написал более 40 книг, включая коммерчески успешные биографии и книги в области истории и религии. В 1958 году его нецерковный исторический перевод Нового Завета был опубликован в Великобритании и США под названием «Аутентичный Новый Завет» (Authentic New Testament). Труд предлагал неидеализированную интерпретацию смыслов, заложенных авторами, сохраняя при этом исходные структуры. Пересмотренная версия появилась в 1985 году под названием «Оригинальный Новый Завет» (The Original New Testament). В 1965 году он опубликовал скандальную книгу «Пасхальный заговор» (The Passover Plot). В труде он утверждал, что Распятие было частью более масштабной, сознательной, но потерпевшей неудачу, попытки Иисуса осуществить мессианские ожидания.
Вслед за «Пасхальным заговором» Шонфилд написал «Эти невероятные христиане» (Those Incredible Christians) в 1968 году. Новая книга также была названа спорной, и оказалась менее востребованной и известной, чем предыдущая.
Также он работал над пересмотром системы письма на иврите. В книге «Новая еврейская система письма» (The New Hebrew Typography), опубликованной в 1932 году, он приводил доводы в пользу значительно переработанной версии еврейского алфавита. Он был создан по образцу латинского алфавита, включая различие заглавных и строчных букв, отсутствие окончательных форм, вертикальное выделение и засечки. Этот алфавит не был принят.

## Избранная библиография
- An Old Hebrew Text of St. Matthew’s Gospel, Translated (translator, with notes and appendices, 1927)
- The Lost 'Book of the Nativity of John' (1929)
- Letters to Frederick Tennyson (editor, 1930)
- The New Hebrew Typography (1932)
- An Astounding Scientific Discovery: The Authentic Photograph of Christ: His Face, and Whole Figure as Marvellously Appearing on the Shroud Which Was Thrown over His Body after the Crucifixion (by Kazimir de Proszynski; edited with an historical supplement by Hugh J. Schonfield)
- The Speech That Moved the World (1932)
- For the Train: Five Poems and a Tale (by Lewis Carroll; arranged poem order, wrote preface, 1932)
- The Book of British Industries (editor, 1933)
- Jesus Christ, Nineteen Centuries After: The Search Symposium by Leaders of the Great World Faiths (1933)
- The History of Jewish Christianity from the First to the Twentieth Century (1936)
- Richard Burton, Explorer (1936)
- Ferdinand De Lesseps (1937)
- According to the Hebrews: a New Translation of the Jewish Life of Jesus (the Toldoth Jeshu), with an Inquiry into the Mature of its Sources and Special Relationship to the Lost Gospel according to the Hebrews (1937)
- Travels and Researches in South Africa
- The Suez Canal (1939)
- Jesus: A Biography (1939)
- The Treaty of Versailles, The Essential Text and Amendments (1940)
- Readings from the Apocryphal Gospels (editor, 1940)
- The Divine Plan of World Government: An Introduction to the Doctrine of a Holy Nation (1940)
- Italy and Suez (1941)
- Judaism and World Order (1943)
- This Man Was Right: Woodrow Wilson Speaks Again (editor, 1943)
- The Jew of Tarsus: An Unorthodox Portrait of Paul (1947)
- Saints Against Caesar: The Rise and Reactions of the First Christian Community (1948)
- The Suez Canal in World Affairs (1952)
- Egypt: Cross-Road on a World Highway (1953)
- Secrets of the Dead Sea Scrolls: Studies Towards their Solution (1956)
- The Bible Was Right: An Astonishing Examination of the New Testament (1956)
- The Song of Songs (editor and translator, 1960)
- A Popular Dictionary of Judaism (1962)
- A History of Biblical Literature (1962)
- The Passover Plot: New Light on the History of Jesus (1965)
- Reader’s A-to-Z Bible Companion (1967)
- Those Incredible Christians (1968)
- Suez Canal in Peace and War (1969)
- Travels in Tartary and Thibet (1970)
- Politics of God (1970)
- The Jesus Party (published in the UK as The Pentecost Revolution: The Story of the Jesus Party in Israel, A.D. 36-66, 1974)
- For Christ’s Sake: A Discussion of the Jesus Enigma (1975)
- The Shroud of Turin
- The Original New Testament (originally published in 1958 as The Authentic New Testament, updated and re-published under this title in 1985)
- The Essene Odyssey: The Mystery of the True Teacher and the Essene Impact on the Shaping of Human Destiny (1984)
- After the Cross (1981)
- Proclaiming the Messiah: The Life and Letters of Paul of Tarsus, Envoy to the Nations (1997)
- The Mystery of the Messiah (1998)
- Jesus: Man, Mystic, Messiah (2004)

Статьи
- Wells as religious humanist[20]